# Johannes Brøndsted
Johannes Balthasar Brøndsted (geboren am 5. Oktober 1890 in Grundfør bei Aarhus; gestorben am 16. August 1965 in Kopenhagen) war ein dänischer Archäologe, Prähistoriker und Direktor des Dänischen Nationalmuseums von 1951 bis 1960.

## Leben
Johannes Brøndsted war der Sohn des Vikars Holger Brøndsted (1849–1916) und dessen Frau Kristine Margrethe, geborene Bruun (1858–99). Nach dem Erlangen der Hochschulreife an der Sorø Akademi studierte er ab 1909 an der Universität Kopenhagen zunächst Jura und Kunstgeschichte, anschließend Klassische Philologie und schloss sein Studium 1916 mit dem Lehramtsexamen für Klassische Philologie ab. 
Bereits während des Studiums war er beständiger Gast an der Ny Carlsberg Glyptotek in Kopenhagen und verfasste 1912 die Preisschrift Ornamentiken i det attiske Vasemaleri i 6. og 5. Aarh., dens Oprindelse og Udvikling („Ornamentik der attischen Vasenmalerei des 6. und 5. Jahrhunderts v. Chr., Herkunft und Entwicklung“). Auf Vermittlung Sophus Müllers wurde er 1917 Mitarbeiter am Dänischen Nationalmuseum und 1918 Unterinspektor der 1. Abteilung (Afdelingen for nordisk oldtid). Erste wissenschaftliche Arbeiten folgten. Brøndsted spezialisierte sich auf die Jüngere Germanische Eisenzeit und die Wikingerzeit. Mit der Dissertation Nordisk og fremmed Ornamentik i Vikingetiden med særligt Henblik paa Stiludviklingen i England („Nordische und fremde Ornamentik der Wikingerzeit unter besonderer Berücksichtigung der Stilentwicklung in England“) von 1920 wurde er 1921 promoviert.
Neben seiner Tätigkeit am Museum lehrte er Ausgrabungstechnik und leitete selbst in den Jahren 1922/23 die vom staatlichen Rask-Ørsted Fondet finanzierte archäologische Expedition des Dänischen Nationalmuseums im dalmatinischen Salona. Die Ergebnisse publizierte er zusammen mit Ejnar Dyggve 1928 im ersten Band der Recherches à Salone. Im Anschluss folgten Reisejahre durch die Sammlungen Europas, in denen er seine Kenntnisse nordischer Ornamentik und Kunstentwicklung vertiefte und wichtige Kontakte zu den führenden Prähistorikern Europas knüpfte. Early English Ornament war erste Frucht dieser Reisen und bildete eine Grundlagenarbeit zur Stilentwicklung im England des 7. und 8. Jahrhunderts. An ein breiteres Publikum richtete sich sein Dansk Forhistorie i Grundtræk („Grundzüge der dänischen Vorgeschichte“). Bereits 1929 als Privatdozent tätig, führte ihn 1930 ein Lehrauftrag an die Universität Kopenhagen, wo Peter Vilhelm Glob und Carl Johan Becker seine ersten Studenten wurden.
Zur gleichen Zeit wurde er 1931 Inspektor und 1933 Leiter der 1. Abteilung am Nationalmuseum, eine Position, die er bis 1941 innehatte. Während dieser Jahre entstand sein dreibändiges Werk zur Danmarks Oldtid: 1938 Stenalderen, 1939 Bronzealderen, 1940 Jernalderen. 1941 folgte er dem Ruf auf den Lehrstuhl für nordische Archäologie und europäische Vorgeschichte an der Universität Kopenhagen. Nach dem Tod von Poul Nørlund (1888–1951) übernahm er die Leitung des Nationalmuseums, das er bis 1960, ab 1958 als erster mit dem Titel Reichsantiquar führte. Sein Nachfolger war sein Schüler Peter Vilhelm Glob.
Johannes Brøndsted heiratete am 16. November 1917 Gerda Rothenborg (1890–1959), die Tochter des Oberrechtsanwalts Arthur Rothenborg (1857–1930) und dessen Frau Jenny Frederikke Kann (1859–1929). Söhne aus der Ehe Brøndsteds mit Gerda Rothenborg waren der Literaturhistoriker Mogens Brøndsted (1919–2006) und der Richter Henning Brøndsted (1923–1998). Die Ehe wurde 1933 geschieden. Anschließend heiratete er in zweiter Ehe Hedevig Rindom (1893–1978), Tochter des Pastors Axel Frederik Laurits Rindom (1836–1919) mit Johanne Vibeke Birch (1857–1929).

## Ehrungen und Mitgliedschaften (Auswahl)
Johannes Brøndsted war Mitglied zahlreicher ausländischer und dänischer Akademien und wissenschaftlicher Vereinigungen, unter anderem:
- Society of Antiquaries of London, Ehrenmitglied 1930
- Deutsches Archäologisches Institut, korrespondierend 1932, ordentlich von 1934 bis 1943 und ab 1954
- Kungliga Vitterhets Historie och Antikvitets Akademien, korrespondierend 1933, ordentlich 1948
- Royal Irish Academy, Ehrenmitglied 1933
- The Prehistoric Society of Great Britain, Ehrenmitglied 1937
- Norwegische Akademie der Wissenschaften 1938
- Königlich Dänische Akademie der Wissenschaften 1939
- Det kongelige nordiske oldskriftselskab 1939
- British Academy, Ehrenmitglied 1952

Er war Dannebrogsmand und Kommandeur des Dannebrogorden.

## Publikationen (Auswahl)
- Nordisk og fremmed Ornamentik i Vikingetiden med særligt Henblik paa Stiludviklingen i England. In: Aarbøger for nordisk Oldkyndighed og Historie. 1920, S. 162–182.
- Early English Ornament. Munksgaard, Kopenhagen 1924.
- mit Ejnar Dyggve: Recherches à Salone. Band 1: La ville de Salone – disposition et topographie. Schultz, Kopenhagen 1928.
- Danmarks Oldtid. Band 1: Stenalderen. Gyldendal, Kopenhagen 1938. 
  - Nordische Vorzeit: Band 1: Steinzeit in Dänemark. Wachholtz, Neumünster 1960.
- Danmarks Oldtid. Band 2: Bronzealderen. Gyldendal, Kopenhagen 1939.
  - Nordische Vorzeit: Band 2: Bronzezeit in Dänemark. Wachholtz, Neumünster 1962.
- Danmarks Oldtid. Band 3: Jernalderen. Gyldendal, Kopenhagen 1940.
  - Nordische Vorzeit: Band 3: Eisenzeit in Dänemark. Wachholtz, Neumünster 1963.
- Vikingerne. Gyldendal, Kopenhagen 1960.
  - Die große Zeit der Wikinger.  Wachholtz, Neumünster 1964.
- De aeldste tider indtil år 600  (= Danmarks historie. Band 1). Politiken, Kopenhagen 1962.